# Aeroportul N'Délé
Aeroportul N'Délé (IATA: NDL, ICAO: FEFN) este un aeroport din Republica Centrafricană ce deservește zona N'Délé. A fost numit după zona deservită.
Situat la o altitudine de 510 m, aeroportul dispune de o singură pistă.